# Contea di Montgomery (Mississippi)
La contea di Montgomery ( in inglese Montgomery County ) è una contea dello Stato del Mississippi, negli Stati Uniti. La popolazione al censimento del 2000 era di 12 189 abitanti. Il capoluogo di contea è Winona.